# Teoria della trave

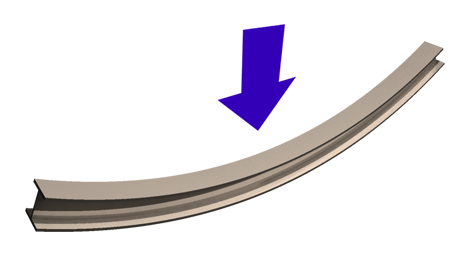
Trave in flessione

In meccanica delle strutture, la teoria della trave, o teoria tecnica della trave, è una semplificazione della teoria dell'elasticità in campo lineare per l'analisi del comportamento meccanico delle travi. In particolare, si tratta di una semplificazione del problema di de Saint Venant, grazie all'ipotesi fondamentale di conservazione delle sezioni piane, secondo la quale le sezioni sono vincolate a non ingobbirsi fuori dal loro piano e perciò, noto l'angolo di rotazione della sezione rispetto all'asse della trave, è possibile conoscere gli spostamenti di ciascun punto della sezione noti gli spostamenti della linea media.
La teoria della trave è alla base dei metodi di calcolo delle travature e dei telai, strutture composte da assemblaggi di travi, e rappresenta uno dei più importanti modelli della scienza delle costruzioni. Essa fu formulata inizialmente attorno al 1638 e sviluppata nel seicento e settecento. Dopo i successi dimostrati nell'Ottocento con la costruzione dei ponti metallici in Francia e Inghilterra, della Torre Eiffel e delle ruote panoramiche la teoria della trave ottenne un grande successo e venne considerata una delle pietre miliari dell'ingegneria ed una delle chiavi della seconda rivoluzione industriale.

## Storia
Lo studio della trave rappresenta, per motivi storici e didattici, uno dei fondamentali argomenti della scienza delle costruzioni. I primordi di tale studio possono essere fatti risalire a Leonardo, che nel folio 84 del Codex Madrid I descrive esattamente lo stato deformativo di una trave inflessa di sezione rettangolare.
Nel 1638, circa un secolo dopo Leonardo, Galileo Galilei cercò di chiarire euristicamente la distribuzione delle tensioni longitudinali nella trave soggetta a flessione, trazione, compressione e taglio (Trattato Due nuove scienze, giornate 1 e 2). Dato che l'appunto di Leonardo restò sconosciuto sino al 1967, l'opera di Galileo viene considerata il vero punto di partenza dello studio della trave inflessa.
Lo sviluppo di una descrizione matematica fu reso possibile dalla scoperta della proporzionalità fra sforzi e deformazioni da parte di Robert Hooke nel 1678.
Nel settecento, quindi, i matematici Leonhard Euler, Jacob Bernoulli e Daniel Bernoulli analizzarono poi le deformazioni elastiche per flessione con il calcolo infinitesimale. Per verificare la teoria furono fatti esperimenti sulla rottura dei materiali in Olanda, Francia e Inghilterra nel Settecento e nell'Ottocento e fu quindi definita una teoria tecnica della resistenza a Flessione nella Trave dall'ingegnere francese Claude-Louis Navier nel trattato Resumè des lecons del 1826 (Libro I - capitolo III flexion) che definì la formula di Navier perfezionata da De Saint-Venant nella seconda metà dell'Ottocento. I trattati di Navier e De Saint-Venant analizzarono anche la resistenza della Trave alle altre sollecitazioni di Trazione, Compressione, Taglio e Torsione.
L'ingegnere Navier illustrò anche una formulazione semplificata della resistenza a flessione nella trave, con aspetti più tecnici ed applicativi, e creò la teoria tecnica della trave.
Un contributo successivo alla teoria tecnica della trave fu dato dall'ingegnere russo-americano Timoshenko, arricchendo il modello della linea elastica con il contributo delle deformazioni per taglio, con i carichi critici, con l'analisi delle travi curvilinee, ecc.
La teoria tecnica della trave è limitata al contesto elasto-lineare di analisi, di piccole deformazioni e spostamenti. Ma già prima i matematici Bernoulli ed Eulero avevano sviluppato la teoria della elastica nel campo non lineare dei grandi spostamenti, con riferimento allo studio dei fenomeni di instabilità delle aste.
Nel campo dei grandi spostamenti, una generalizzazione della teoria della elastica fa riferimento alla teoria dei fratelli Cosserat dei continui polari, recentemente riscoperta (ad opera di studiosi della scuola di Truesdell), ma già formulata agli inizi del XX secolo.  Lo studio della trave è comunque tuttora un tema aperto di ricerca.

## Aspetto statico: le caratteristiche di sollecitazione
Le azioni interne sono legate al vincolo di continuità interna che agisce in corrispondenza di ogni sezione della trave. Tale vincolo impone che i due tronchi (destro e sinistro) in cui la generica sezione S divide idealmente la trave permangano combacianti. Per il principio delle reazioni vincolari, tale vincolo di continuità si esplica sulla sezione mediante un sistema puntuale di sollecitazioni (le tensioni interne) che le due parti del corpo si scambiano reciprocamente attraverso le due facce della sezione.
I vettori del risultante {\displaystyle \mathbf {t} } e del momento risultante {\displaystyle \mathbf {T} } di tale distribuzione puntuale definiscono le caratteristiche di sollecitazione della trave nella sezione considerata. Le relative componenti in un sistema di riferimento {\displaystyle (x,y,z)} con assi {\displaystyle (y,z)} nel piano della sezione e asse {\displaystyle x}  normale ad essa, sono:
- sforzo assiale (o sforzo normale) {\displaystyle N}: la componente del vettore risultante {\displaystyle \mathbf {t} } lungo l'asse  {\displaystyle x}
- sforzi taglianti (o tagli) {\displaystyle (T_{y},T_{z})}: la componente del risultante {\displaystyle \mathbf {t} } secondo gli assi {\displaystyle (y,z)};
- momento torcente {\displaystyle M_{t}}: la componente del momento risultante {\displaystyle \mathbf {T} } secondo l'asse  {\displaystyle x};
- momenti flettenti {\displaystyle (M_{y},M_{z})}: le componenti del momento risultante {\displaystyle \mathbf {T} } secondo gli assi {\displaystyle (y,z)}.

Nel caso di trave piana con carichi contenuti nel suo piano {\displaystyle (x,z)}, le caratteristiche di sollecitazione si riducono alle sole tre componenti di sforzo normale {\displaystyle N}, di sforzo di taglio {\displaystyle T=T_{z}} e momento flettente {\displaystyle M=M_{y}}.
Il calcolo della distribuzione puntuale di tensioni risulta un problema complesso, risolvibile in forma approssimata solo in particolari condizioni semplificate di carico, di vincolo e costitutive (vedi il problema del de S. Venant). Noti il sistema equilibrato delle forze (attive e reazioni vincolari) agenti esternamente sulla trave, risulta invece di facile determinazione il calcolo delle caratteristiche di sollecitazione su ogni sezione della trave, mediante le sole equazioni di equilibrio statico di una delle due parti in cui la sezione divide la trave. La teoria tecnica della trave fa uso delle caratteristiche di sollecitazione al fine di rappresentare in modo sintetico lo stato di sollecitazione interno della trave.

### Le equazioni indefinite di equilibrio nel caso piano
Il rispetto delle condizioni di equilibrio per ogni concio infinitesimo di trave porta a definire un sistema di equazioni differenziali, le equazioni indefinite di equilibrio tra caratteristiche di sollecitazione e i carichi esterni ripartiti applicati ({\displaystyle p_{x},p_{z},\mu }) valide per ogni sezione della trave. Per una trave piana rettilinea esso, nell'ambito della teoria del I ordine (ipotesi di piccoli spostamenti e deformazioni), è il seguente:
{\displaystyle {\frac {\partial N}{\partial x}}+p_{x}=0\,,\;\;\;{\frac {\partial T}{\partial x}}+p_{z}=0\,,\;\;\;{\frac {\partial M}{\partial x}}-T+\mu =0}

## Aspetto cinematico: le caratteristiche di deformazione
Nella teoria tecnica della trave, ad una rappresentazione sintetica (monodimensionale) dell'aspetto statico corrisponde una rappresentazione sintetica (monodimensionale) dell'aspetto cinematico.  Questa è ricavabile vincolando la cinematica della sezione all'ipotesi che essa descriva moti rigidi (le sezioni rimangano piane e rigide nel loro piano). Coerentemente con tale ipotesi la cinematica della sezione è descritta in funzione degli spostamenti del punto baricentrico e dalla rotazione attorno ad esso, descritti rispettivamente dai vettori {\displaystyle \mathbf {u} (s),\mathbf {\varphi } (s)}. In tale cinematica lo stato di deformazione interno è descritto, per ogni sezione, dai seguenti parametri:
- allungamento assiale {\displaystyle \varepsilon }: misura la variazione percentuale di lunghezza del generico concio di trave;
- scorrimenti ({\displaystyle \gamma _{y},\gamma _{z}}): misurano i valori di scorrimento angolare tra la direzione tangente all'asse della trave e gli assi {\displaystyle (y,z)} del piano della sezione;
- angolo unitario di torsione {\displaystyle \Theta }: misura la variazione di rotazione di torsione attorno all'asse {\displaystyle x}
- curvature {\displaystyle (\chi _{y},\chi _{z})}: misura le variazioni di rotazioni di flettente rispettivamente lungo gli assi tra due sezioni {\displaystyle (y,z)}.

Nel caso di trave nel piano {\displaystyle (x,z)}, la cinematica è descritta in funzione delle componenti di spostamento {\displaystyle u(s),w(s)} e dalla rotazione {\displaystyle \varphi (s)} attorno all'asse {\displaystyle y}, mentre i parametri di deformazione si riducono ai soli tre {\displaystyle (\varepsilon ,\gamma =\gamma _{z},\chi =\chi _{y})}.

### Le equazioni di congruenza cinematica nel caso piano
In particolare, nel caso di trave piana rettilinea e nell'ambito della teoria del {\displaystyle I} ordine (ipotesi di piccoli spostamenti e deformazioni), valgono le seguenti relazioni di compatibilità cinematica tra deformazioni e spostamenti:
{\displaystyle \varepsilon ={\frac {\partial u}{\partial x}}\,,\;\;\gamma ={\frac {\partial w}{\partial x}}-\varphi \;,\;\;\chi ={\frac {\partial \varphi }{\partial x}}}

## Aspetto costitutivo
Dopo aver definito gli aspetti statici e cinematici, la caratterizzazione delle relazioni costitutive completa la definizione meccanica di un modello di trave. In Scienza delle costruzioni  si fa prevalente riferimento a due modelli costitutivi elastici di trave: il modello di Timoshenko e il modello di Eulero-Bernoulli.

### Il modello di Timoshenko
Il modello fa uso del seguente legame elastico lineare
{\displaystyle N=EA\varepsilon \;\;\;T=GA^{*}\gamma \;\;\;M=-EJ\chi }
Esso conduce alla seguente caratterizzazione dell'energia di deformazione per la trave
{\displaystyle \Phi ={\frac {1}{2}}\int _{l}\{EA\varepsilon ^{2}+GA^{*}\gamma ^{2}+EJ\chi ^{2}\}\;dx\equiv {\frac {1}{2}}\int _{l}{\Bigl \{}{\frac {N^{2}}{EA}}+{\frac {T^{2}}{GA^{*}}}+{\frac {M^{2}}{EJ}}{\Bigr \}}dx}

### Il modello di Eulero-Bernoulli

Flessione di una trave elastica sotto un carico uniformemente distribuito

Il modello di trave di Eulero-Bernoulli, anche se precedente al modello di Timoshenko, può essere facilmente ricavato a partire da questo ridefinendone il legame costitutivo nel seguente
{\displaystyle N=EA\varepsilon \;,\;\;\gamma =0\;\;\;(GA^{*}\rightarrow +\infty )\;,\;\;M=-EJ\kappa }
ancora elasto-lineare, ma dove la condizione di vincolo cinematico interno {\displaystyle \gamma =0}, annullando gli scorrimenti, obbliga le sezioni non solo ad un comportamento rigido piano, ma anche a rimanere ortogonali alla linea d'asse (ipotesi di Bernoulli)
{\displaystyle \gamma =w,_{x}-\varphi =0\;\;\;\Rightarrow \;\;\;\varphi =w,_{x}\;,}
Essendo {\displaystyle GA^{*}\rightarrow +\infty }, lo sforzo di taglio risulta indeterminato dalle equazioni di legame costitutivo {\displaystyle T=GA^{*}\gamma }; questo impone che debba essere ricavato per equilibrio dalle equazioni indefinite di equilibrio.
In altre parole la cinematica della trave di Eulero-Bernoulli è descritta mediante il campo di spostamenti {\displaystyle u(x),w(x)}, cioè solo in funzione della configurazione deformata assunta dalla linea d'asse: si parla in tal caso di linea elastica. L'espressione della relativa energia di deformazione è la seguente
{\displaystyle \Phi ={\frac {1}{2}}\int _{l}\{EA\varepsilon ^{2}+EJ\kappa ^{2}\}dx\equiv {\frac {1}{2}}\int _{l}{\Bigl \{}{\frac {N^{2}}{EA}}+{\frac {M^{2}}{EJ}}{\Bigr \}}dx}
Il modello di Eulero-Bernoulli è un modello più approssimato del modello di Timoshenko: per gli usuali dimensionamenti dell'ingegneria civile risulta sufficientemente accurato ed è quindi preferito al modello di Timoshenko per la sua maggiore semplicità d'uso.